# Chandeshvara Nayanar

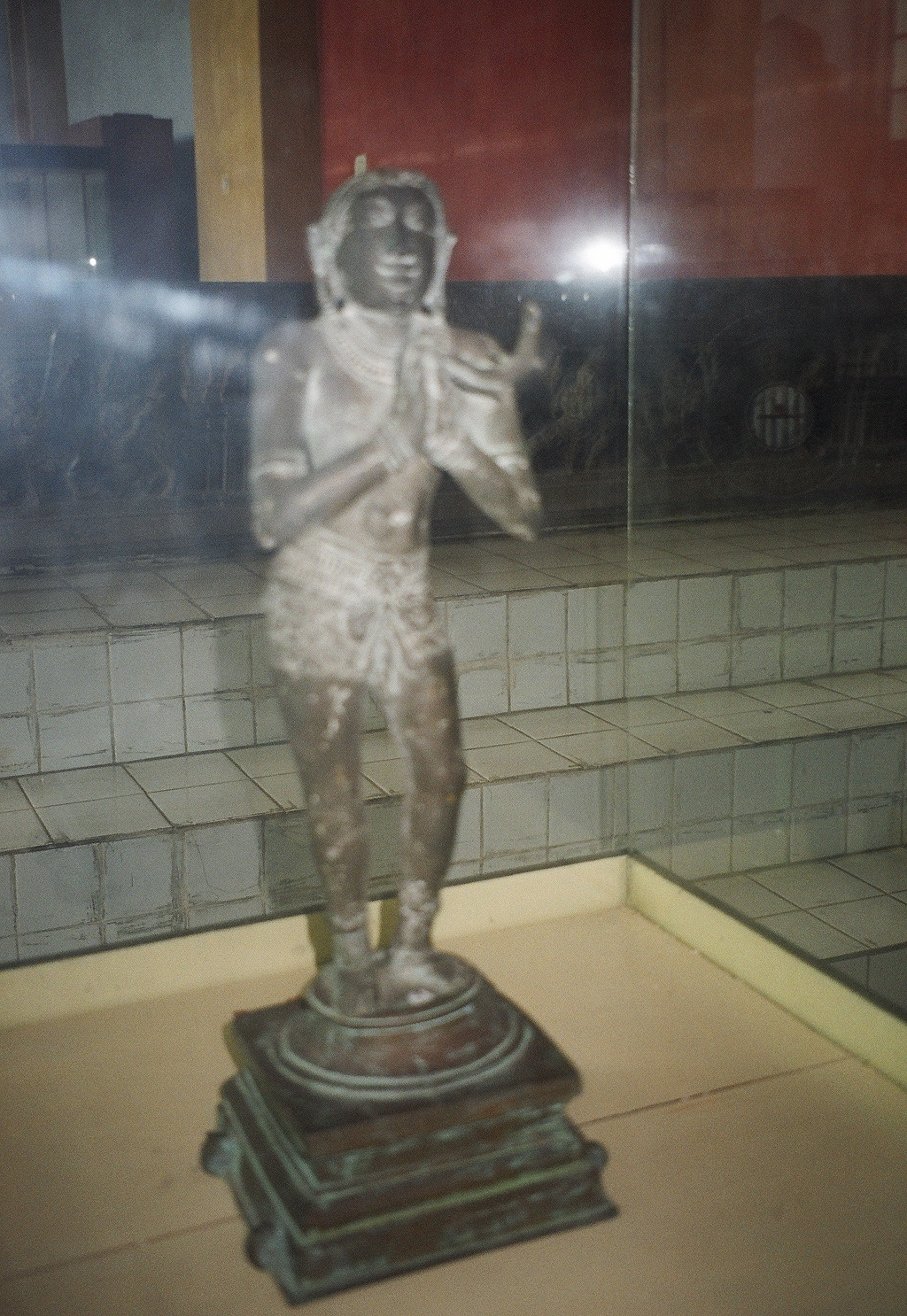
Chandeshvara Nayanar

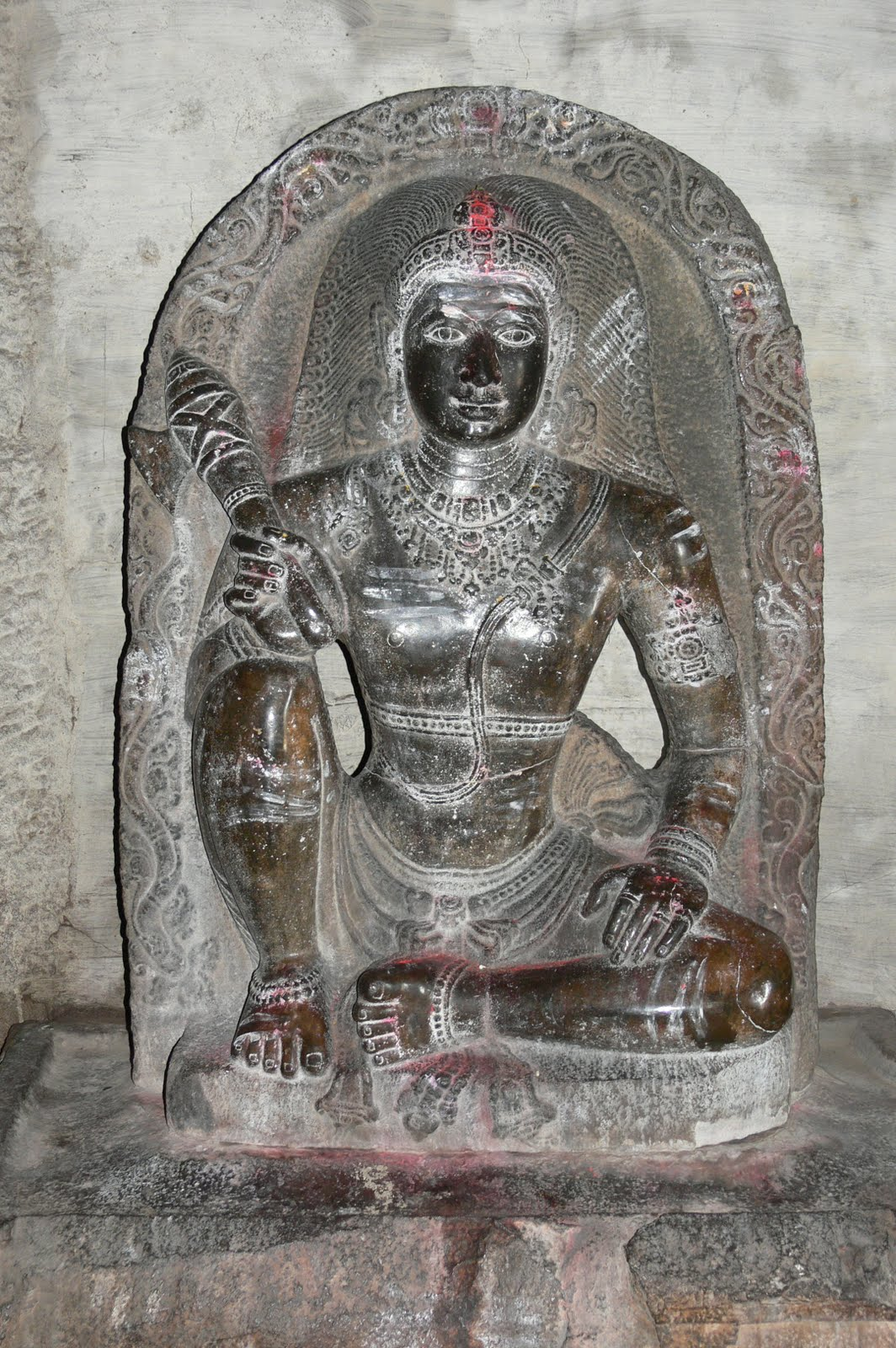
Chandeshvara

Chandesha o Canda o Chandeshwara es uno de los 63 Nayanmars. Las imágenes procesionales de bronce de él generalmente lo muestran de niño, con mechones de pelo entrelazados, de pie con las manos en Añjali Mudrā, el «sello de saludo», es un gesto de la mano asociado con las religiones indias , practicado en toda Asia y más allá. Se usa como un signo de respeto y un saludo y con un hacha en el brazo. En los templos Shaiva del sur de la India, su santuario está situado dentro de la primera pared del recinto del complejo del templo y al noreste del lingam. Se le ve típicamente sentado, con una pierna colgando hacia abajo, una mano en un muslo y un hacha enganchada en el otro. Está mirando hacia adentro, hacia la pared del templo principal. Es representado como profundamente perdido en la meditación, y los devotos chasquean sus dedos o aplauden para atraer su atención. Otra explicación, ya que se le considera el guardián de las pertenencias del templo, es que los devotos aplauden para mostrar que están saliendo del templo con las manos vacías. También es costumbre dejar incluso la ceniza sagrada en el interior del templo.
Su papel original fue probablemente el de receptor de nirmālya, es decir, de las ofrendas de comida y guirnaldas que habían sido ofrecidas originalmente a Shiva.

## Mitología
La leyenda del sur de la India, narrada en el Periyapuranam afirma que nació en una familia brahmán. Cuando era un niño, se dio cuenta de que las vacas seguían sin ser atendidas, por lo que él mismo comenzó a criar y cuidar las vacas. Mientras lo hacía, vertía un poco de leche sobre un lingam, que hacía de arena. La noticia de este desperdicio de leche llegó al oído de su padre, Datta; y él mismo vino al campo a regañar a su hijo. Chandesha estaba meditando profundamente frente al lingam de arena, y no vio a su padre. El padre enfurecido pateó el lingam de arena. Durante la meditación de este Chnadesha fue interrumpida, y golpeó la pierna de su padre con un bastón. El bastón se convirtió en un hacha y la pierna de su padre fue cortada. En este punto, Shiva se manifestó y bendijo a Chandesha, declaró que se convertiría en el padre de Chandesha; y restauró la pierna cortada de Datta a su estado normal.
El Señor Shiva, complacido con la devoción de Chandesha, también lo nombró como el cuidador de su Riqueza. Mientras rezan a Chandesha (o Chadikeshwara) en las sienes del sur de la India, los devotos chascan los dedos o aplauden. Esto es para mostrarle a Chandikeshwara que sus manos están vacías y que no están quitando ninguna riqueza del Señor Shiva. Ya que Chandikeshwara está siempre en meditación profunda, este sonido de chasquidos y aplausos es también para despertarlo antes de confirmarle que no se le está quitando ninguna riqueza.
En algunas obras sánscritas, sin embargo, se dice que Chandesha es una encarnación de la ira de Shiva. Chandesha es considerado ahora como una figura exclusivamente del sur de la India, pero también era conocido en el norte de la India, y probablemente también en Camboya.